# Iphimedia obesa
Iphimedia obesa is een vlokreeftensoort uit de familie van de Iphimediidae. De wetenschappelijke naam van de soort is voor het eerst geldig gepubliceerd in 1843 door Rathke.